# Joan Baptista Parés
Joan Baptista Parés i Carbonell (Barcelona 1847 - ib. 1926) fue un coleccionista y comerciante de arte español, de origen catalán. En 1877 fundó en Barcelona una de las primeras galerías de arte de España, la Sala Parés.

## Trayectoria

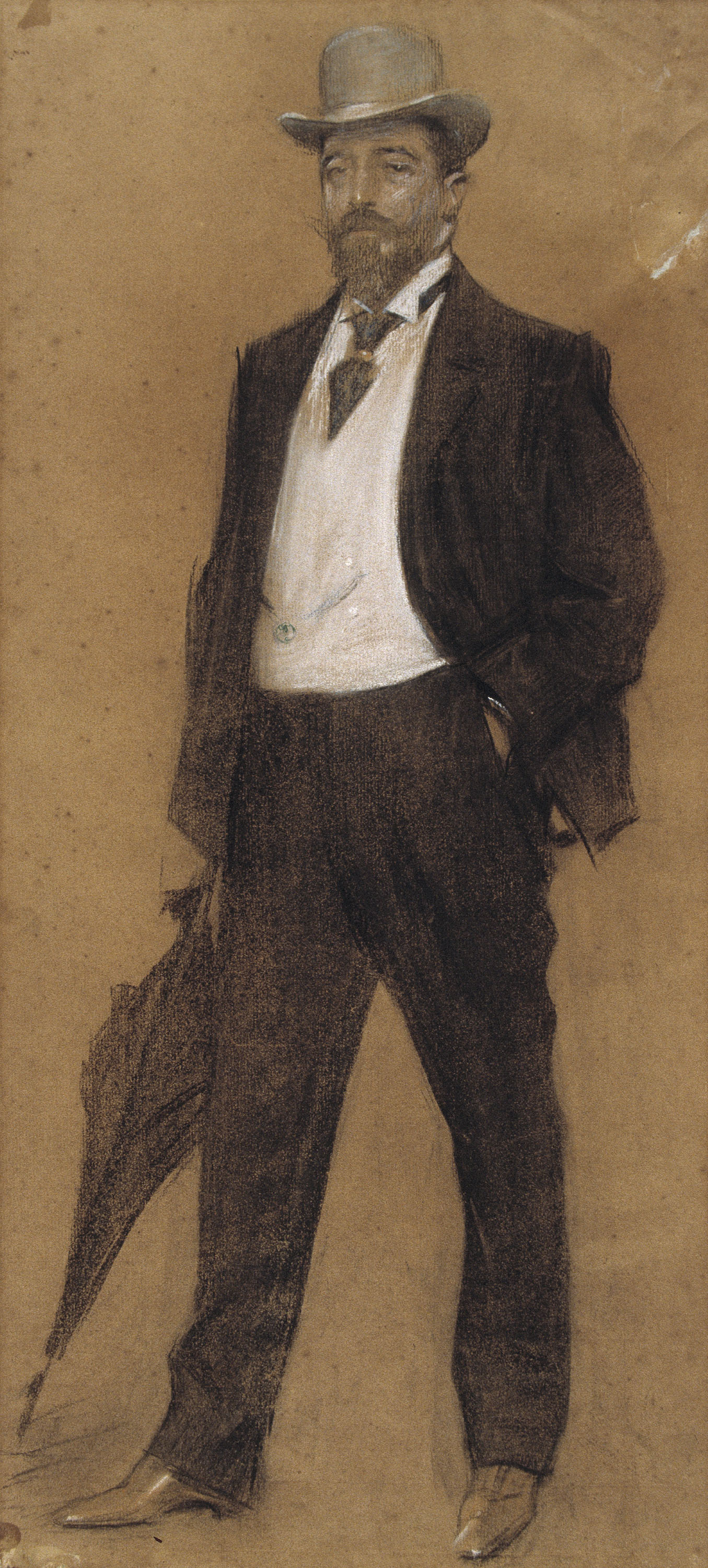
Joan Baptista Parés, el fundador de la sala, visto por Ramón Casas (MNAC).

Comerciante de arte, en 1877 fundó la Sala Parés, la primera y más prestigiosa galería de arte de la Barcelona del siglo XIX. La Sala Parés fue plataforma de lanzamiento y difusión de la pintura y la escultura realistas. Entre otros, aupó a artistas como Martí Alsina, S. Gómez o Joaquín Vayreda, y a los académicos y realistas Masriera, Ribera o Miralles. También acogió las exposiciones de los modernistas como Ramón Casas, Santiago Rusiñol, Enric Clarasó) y de aquellos pintores más jóvenes de la segunda generación modernista (Nonell, Mir, Pidelaserra), que  causaron asombro y cierto escándalo.